# ایوب امینی
ایوب امینی از فعالان سیاسی کرد ایرانی بود که به خاطر تهدیدات رژیم اسلامی ایران به ترکیه پناهنده شده بود.
او در شهر افیون ترکیه پناهنده شده بود، اما محل اقامت او در امان نماند و عوامل اطلاعات جان او را گرفتند . در تاریخ دوم آوریل ۲۰۰۷ ساعت ۹ شب ایوب در منزل خود در شهر افیون توسط شخصی به اسم هیوا رضایی که از اعضای رسمی وزارت اطلاعات بود به قتل رسید.
ظرف چند ساعت بعد از قتل او پلیس ترکیه شخص قاتل را دستگیر کرد و بعد از بازرسی بدنی کارت شناسایی او را از جیبش در آوردند. مشخصات موجود بر روی کارت شناسایی دال بر این بود که او عضو رسمی وزارت اطلاعات ایران است.